# Démonstration du principe de l'harmonie

La Démonstration du principe de l'harmonie servant de base à tout l'art musical théorique et pratique est un traité de théorie musicale écrit par Jean-Philippe Rameau qui le fit éditer en 1750. Le titre précise : « Approuvée par Messieurs de l'Académie Royale des Sciences, et dédiée à Monseigneur le Comte d'Argenson, Ministre et Secrétaire d'Etat ».
Selon son biographe Cuthbert Girdlestone, Rameau aurait été aidé par Diderot dans la rédaction de cet ouvrage.
Adressé en 1749 aux membres de l'Académie des sciences et publié en 1750 avec le rapport des commissaires qui l'avaient examiné (parmi lesquels D'Alembert), ce traité reprend sous une forme particulièrement soignée la matière de ses précédents traités : Traité de l'harmonie réduite à ses principes naturels (1722), Nouveau système de musique théorique (1726), Génération harmonique (1750).

## Sources
- Anne-Marie Chouillet, Le concept de beauté dans les écrits théoriques de Rameau, in Rameau en Auvergne, Recueil d'études établi et présenté par Jean-Louis Jam, Clermont-Ferrand, 1986, pp. 101–103.